# Паскуале Валентіні
Паскуале Валентіні (італ. Pasquale Valentini) — Сан-Маринський політик, державний секретар закордонних справ та політики Сан-Марино з 5 грудня 2012 по 2016 рік.

## Біографія
У 1977 році закінчив математичний факультет Болонського університету. З 1977 до 1993 викладав математику, хімію, фізику і природничі науки в молодших класах середньої школи, а в 1993 році отримав кафедру математики в гімназії. З середини 70-х до середини 80-х років брав активну участь у діяльності Демократичної конфедерації робочих Сан-Марино.
У 1988 році Валентіні був вперше обраний до Генеральної ради (парламент Сан-Марино) від Християнсько-демократичної партії. Після цього він постійно переобирався членом ради на виборах 1993, 1998, 2001, 2006, 2008 та 2012 років. З липня 2001 року до червня 2002 року і з грудня 2002 до грудня 2003 року був держсекретарем освіти, університетів і культурних установ. З 30 квітня 2010 до 5 грудня 2012 був міністром фінансів. З 5 грудня 2012 року є міністром закордонних справ і політики та, одночасно, головою уряду Сан-Марино.
Валентіні одружений і має трьох дітей.